# Steatomys krebsii
Steatomys krebsii és una espècie de mamífer rosegador de la família dels nesòmids. Viu a Angola, Botswana, Namíbia, Sud-àfrica i Zàmbia. Ocupa una gran varietat d'hàbitats, incloent-hi els matollars i els herbassars. És una espècie en risc mínim, és a dir, no sembla que hi hagi cap amenaça significativa per a la seva supervivència.
L'espècie fou anomenada en honor del granger i col·leccionista alemany Georg Ludwig Engelhard Krebs.